# Poa pusilla
Poa pusilla är en gräsart som beskrevs av Bergg. Poa pusilla ingår i släktet gröen, och familjen gräs. Inga underarter finns listade i Catalogue of Life.